# Colin Slade
Colin Slade (Christchurch, 1987. október 10.) új-zélandi válogatott rögbijátékos, jelenleg a Crusaders irányítója.

## Pályafutása
Felnőtt pályafutását az ITM-kupa elődjének számító Air New Zealand-kupában kezdte a Canterbury csapatában. 2008-ban mutatkozott be a Manawatu ellen. Miután Stephen Brett és az elsőszámú irányító Dan Carter lesérült, stabil kezdőként számítottak rá: nagy szerepe volt abban, hogy a Canterbury megnyerte végül a kupa 2008-as kiírását. Itteni teljesítményére figyelt fel a Super Rugby-ben szereplő Crusaders vezetőedzője, Todd Blackadder, aki beválasztotta a következő évi keretbe Slade-t. Az ITM-kupában továbbra is a Canterburyben szerepelt: 2009-ben fogóként volt ott a győztes csapatban, miután Stephen Brett visszatért. 2010-ben, Brett eligazolása miatt már ő volt az első számú irányítója a csapatnak. Ebben az évben is megnyerte a Canterbury-vel az ITM-kupát.
A Super Rugby-ben szereplő Crusaders csapatában főként fogóként és szélsőként számítottak rá, mivel Dan Carternek stabil helye volt a csapatban irányítóként. Mivel az utóbbi poszton kevés lehetőséget kapott, 2011-ben eligazolt a Highlanders-hez, ahol irányítóként szerepel. Kibontakozni azonban nem igazán tudott új klubjában, mivel gyakran hátráltatták sérülései. Eddig 33 Super Rugby mérkőzésen 101 pontot szerzett. A 2014-es szezontól újra a Crusaders játékosa volt. Itt Carter sérülései miatt az első számú irányítóként alkalmazták a 2015-ös szezonban. A csapattal végül éppen csak nem jutott be a rájátszásba. Ez viszont azt is jelenti, hogy egyelőre ez volt az utolsó Super Rugby szezonja, mivel jövőre már a francia elsőosztályba feljutott Pau csapatát fogja erősíteni.

## A válogatottban
2009-ben az új-zélandi junior válogatottban kapott szerepet az Óceániai Öt Nemzet tornán. Itt is elsősorban fogóként számítottak rá. A nagyválogatottban 2010-ben mutatkozhatott be Ausztrália ellen: a sérült Dan Carter pótlására hívták be, de csak csereként kezdett Aaron Cruden mögött. Az igazi áttörést a 2011-es hazai rendezésű világbajnokság hozhatta volna számára, ahol egyértelműen a második számú irányítónak jelölték a keretben. Az esélye erre megvolt: Carter a torna elején megsérült, így Slade kaphatta meg a tízes mezt. Az argentinok elleni negyeddöntőben viszont ő is lesérült: nem lépett több meccsen pályára azóta az All Blacks-ben.
A 2013-as Négy Nemzeten ismét a válogatott keretbe hívták, mivel hasonlóan az említett világbajnoksághoz, az eredetileg a válogatottba hívott irányítók (Carter, Cruden) lesérültek, így az ausztrálok elleni második mérkőzésen becserélték a hajrában. Rá egy évre ismét stabil tagja volt a válogatottnak: a Négy Nemzeten és az őszi tesztek során is bevetették, igaz főleg a kispadról kezdett, és volt, hogy számára szokatlan posztokon (nyitó, szélső) kellett szerepelnie. A 2015-ös világbajnokságon csak Namíbia ellen lépett pályára, így kivette részét a címvédésből. A torna után a francia élvonalba feljutó Pauban folytatta karrierjét.

## Eredményei
Háromszoros Air New Zealand-, ITM-kupa győztes: 2008, 2009, 2010
Kétszeres világbajnok: 2011, 2015